# San Jacopo di Ripoli
San Jacopo di Ripoli ist eine römisch-katholische Kirche in der Via della Scala in Florenz, im Stadtteil Santa Maria Novella.

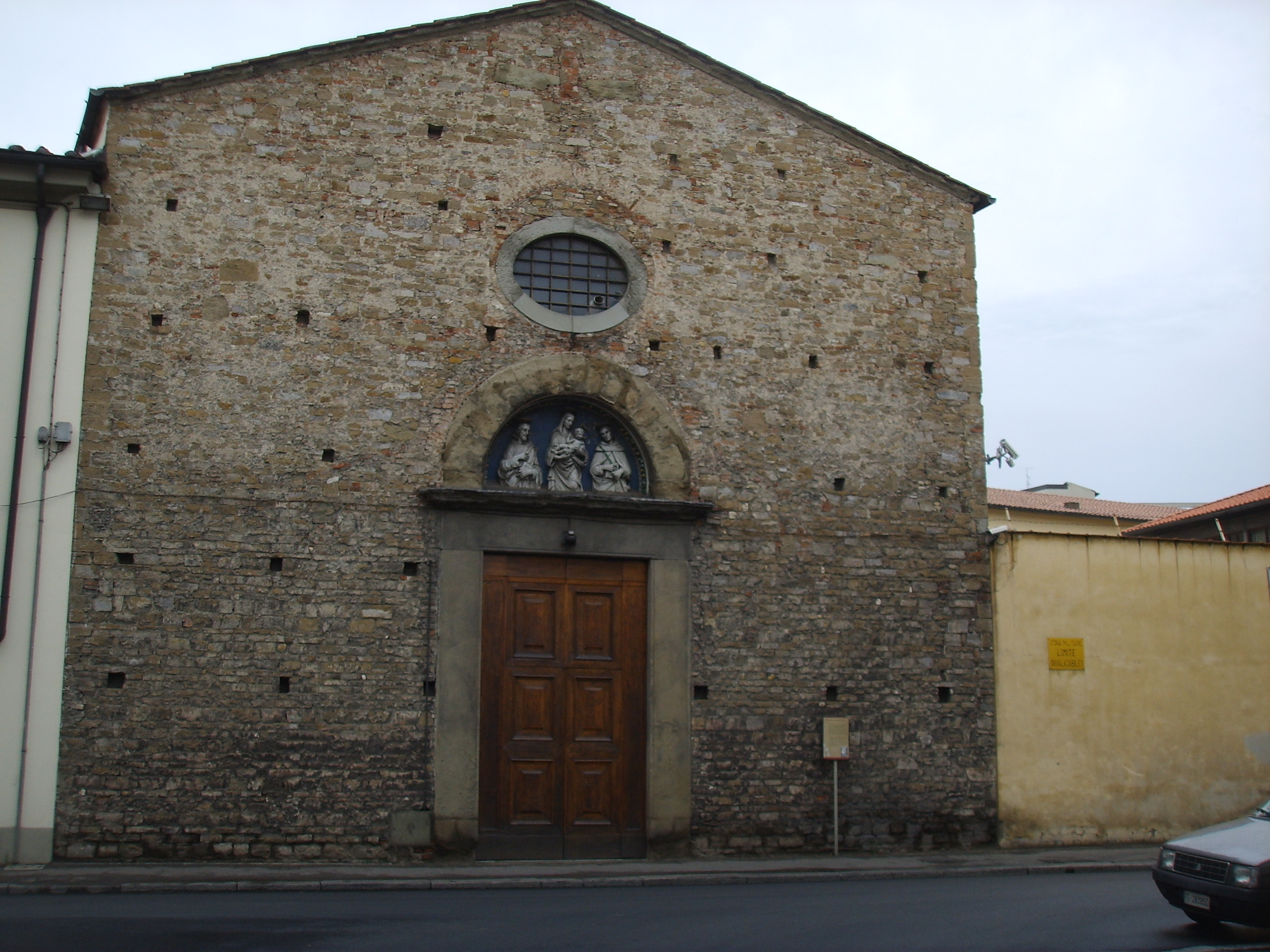
San Jacopo di Ripoli

## Geschichte

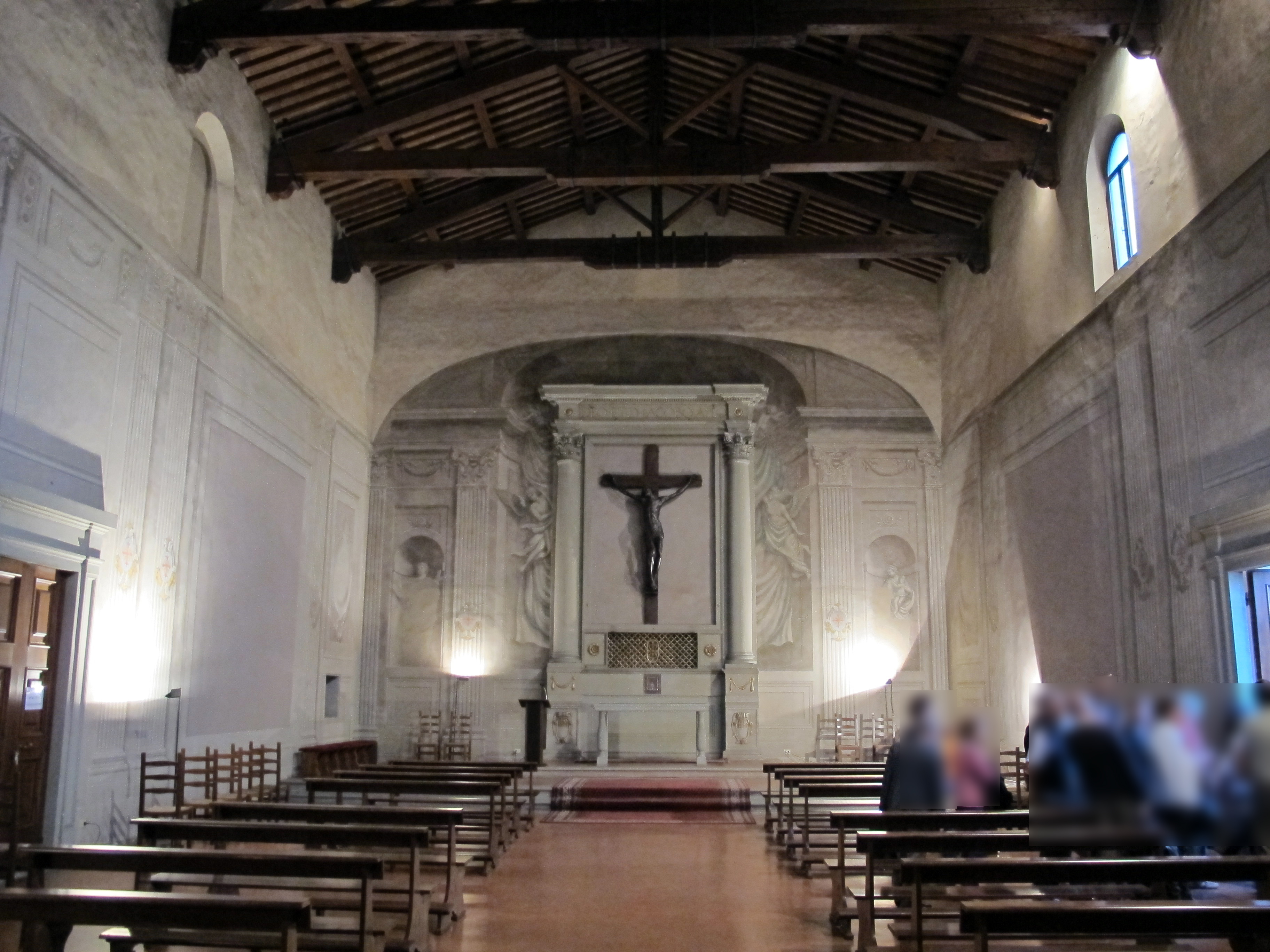
Innenansicht

Ab 1292 gehörte sie zusammen mit dem angrenzenden Kloster den Dominikanerinnen von Pian di Ripoli. Mitte der 1570er Jahre, als sich der Buchdruck in Florenz ausbreitete, gründeten zwei Dominikaner, Fra Domenico da Pistoia und Fra Pietro da Pisa, hier eine Druckerei, die von 1476 bis 1484 in Betrieb war. Für die Nonnen malte Ridolfo Ghirlandaio eine Reihe von Werken, darunter 1504 die Krönung der Jungfrau Maria, die sich heute im Museum Petit Palais in Avignon befindet, und 1525–1530 die Mystische Hochzeit der Heiligen Katharina, die unter Mitwirkung seines Schülers Michele Tosini entstand und sich heute in der Villa La Quiete befindet.
Der Komplex wurde Ende des 16. Jahrhunderts restauriert und später von Giuseppe Salvetti umgebaut, als die Nonnen nach der Aufhebung von 1784 einen neuen Sitz in San Pietro a Monticelli erhielten. Von 1794 bis 1886 wurde sie dem Konvent Montalve anvertraut, die dann mit den Kunstwerken in die Villa La Quiete umzog. Vor Ort ist nur noch das glasierte Terrakotta-Hochrelief in der Lünette der Fassade mit der Madonna mit Kind und den Heiligen Jakobus und Domenikus (1522) von Giovanni della Robbia erhalten.
Heute ist sie Teil der Morandi-Kaserne.